# 貝塞爾 (印地安納州特拉華縣)
貝塞爾（英語：Bethel）是位於美國印地安納州特拉華縣的一個非建制地區。該地的面積和人口皆未知。

## 地理
貝塞爾的座標為40°15′00″N 85°32′02″W / 40.25000°N 85.53389°W，而該地的平均海拔高度為270米（即886英尺）。